# Hoher Stuhl (Ankogelgruppe)
Der Hohe Stuhl ist ein 2335 m ü. A. hoher Berg in der Ankogelgruppe der Zentralalpen im österreichischen Bundesland Salzburg.

## Lage und Umgebung
Der Gipfel des Hohen Stuhls erhebt sich an der Grenze zwischen den Katastralgemeinden Badgastein im Osten und Böckstein im Westen und hat den Charakter einer steilen Pultfläche. Teile des Bergs gehören zum Landschaftsschutzgebiet Gasteiner-Tal. An den nordwestlichen Hängen erstreckt sich die Patschgstuhlalm. Mit der ÖBB-Runse, dem Stuhlalpsbach, dem Stuhlalpsbach Nord und dem Stuhlalpsbach Süd entspringen mehrere Nebenbäche der Gasteiner Ache am Berg. Im Tal östlich des Gipfels liegt der Palfner See. Von der Patschgsiedlung führt eine Mountainbikestrecke bis knapp unter den Gipfel.

## Geologie
In geologischer Sicht sind der Gipfelbereich, der Nordkamm und der Westkamm des Hohen Stuhls von Glimmerschiefer, Graphitschiefer und Metavulkanit geprägt. Die östlichen und südlichen Hänge liegen in einem von Granitgneis und Orthogneis dominierten Gebiet.

## Fauna und Flora
Weite Bereiche des Bergs gehören zur Gamswild-Ruhezone Palfner Hochalm, die von 1. Dezember bis 31. Mai nicht betreten werden darf. In der kleineren Rotwild-Ruhezone Böckstein-Seierwände im Südwesten ist von 1. November bis 31. Mai der Zutritt verboten. Nordwestlich des Gipfels wächst Gamsheide (Loiseleuria procumbens). Weiter unterhalb im Südwesten erstreckt sich ein Latschen-Buschwald. Darunter schließt ein Zirben-Wald an. Am Nordgrat liegt ein Grünerlen-Buschwald. Östlich davon ist ein Bestand der Rostblättrigen Alpenrose (Rhododendron ferrugineum) vorhanden.